# Eduard Künneke
Eduard Künneke (Emmerik, 27 januari 1885 - Berlijn, 27 oktober 1953) was een Duits componist, die vooral door zijn opera's en operettes bekend werd.
Künneke was sinds 1920 (zijn tweede huwelijk) getrouwd met de sopraan Katharina Garden (1889 - 1967). Hun gemeenschappelijke dochter was de actrice en zangeres Evelyn Künneke (1921-2001).

## Leven
Künneke studeerde van 1903 tot 1905 in Berlijn musicologie en literatuurgeschiedenis. Van 1905 tot 1906 volgde hij een masterclass bij Max Bruch. Van 1907 tot 1909 was hij als correpetitor en koorleider aan het Neues Operettentheater am Schiffbauerdamm werkzaam. Van 1908 tot 1910 werkte hij eveneens als dirigent voor het platenlabel Odeon. Van 1910 tot 1911 was hij kapelmeester bij het Deutsches Theater Berlin.
Nadat zijn opera Robins Ende (1909) na de première-uitvoering bij het Nationaal Theater in Mannheim op 38 Duitse bühnen werd nagespeeld, stopte hij met de functie van koorleider.
Tijdens zijn periode als kapelmeester bij Max Reinhardt componeerde Künneke voor de uitvoering van Faust II de toneelmuziek.
Künnekes muziek herkent zich door harmonie en ritme. Zijn bekendste werk is de operette Der Vetter aus Dingsda (1921). Veel van zijn liederen zijn heden ten dage nog schlagers.
Hij ligt op het Friedhof Heerstraße in Berlijn begraven, naast zijn dochter Evelyn Künneke.
Zijn nalatenschap bevindt zich in het archief van de Akademie der Künste in Berlijn.

## Composities

### Werken voor orkest
- 1919: Jagd-Ouvertüre, op. 8
- 1919: Flegeljahre, drie orkeststukken naar de gelijknamige roman van Jean Paul, op. 9
  1. Passacaglia
  2. Andante
  3. Tripelfuge
- 1926: Das Blumenwunder, 1e suite in 4 delen, op. 20
- 1929: Tänzerische Suite; Concerto grosso voor jazzband en orkest, op. 26
  1. Ouvertüre
  2. Blues: Andante
  3. Intermezzo: Vivace
  4. Valse Boston (Valse mélancolique)
  5. Finale: Foxtrot
- 1935: Romantische Ouverture
- 1935: Concert nr. 1 As majeur, voor piano en orkest, op. 36
- 1937: Löns-Lieder-Suite, suite in 4 delen naar gedichten van Hermann Löns voor zangstem en orkest
  1. Alle Birken grünen in Moor und Heid'
  2. Kurz ist der Mai
  3. Die roten Blätter rauschen
  4. Auf der Straße
- 1939: Italienische Lustspiel-Ouvertüre (naar: Carlo Goldoni), voor groot orkest, op. 46
- 1940: Saltarello, op. 44
- 1951: Bukolische Suite, in 4 delen
- 1955: Die Wunderbare, concertwals, op. 50
- Liebesreigen, op. 51
- Biedermeier-Suite, op. 53
  1. Polka
  2. Mazurka
  3. Kleine Liebesszene
  4. Ecossaise
  5. Lied des Laternenanzünders
  6. Ein Biedermeier-Walzer
- Das Blumenwunder, 2e suite uit de stomme film
  1. Flora
  2. Ranken
  3. Primeln
  4. Maiglöckchen
  5. Tulpen
  6. Wachsen
  7. Blühen
  8. Blumen
- Serenade, in 5 delen voor groot orkest
- Suite, voor groot orkest, op. 4
  1. Gefangenenlager
  2. Flandern
  3. Fridericianischer Marsch
  4. Beyram
- Tänze in ungarischer Weise, voor klarinet, cimbalom en strijkorkest
- Zigeunerweisen, suite voor orkest

### Werken voor harmonieorkest
- Das Weib des Pharao, voor harmonieorkest, op. 15 - bewerkt door Roman M. Silberer
- Tänzerische Suite, Concerto grosso voor jazzband en harmonieorkest, op. 26 - bewerkt door Franz Marszalek

### Muziektheater

#### Opera's
| Voltooid in | titel                              | aktes       | première                                               | libretto                                                      |
| ----------- | ---------------------------------- | ----------- | ------------------------------------------------------ | ------------------------------------------------------------- |
| 1909        | Robins Ende, op. 1                 | 2 bedrijven | 5 mei 1909 Mannheim, Nationaltheater                   | Maximilian Moris                                              |
| 1913        | Coeur As, op. 2                    | 3 bedrijven | november 1913, Dresden, Hofopera                       | Emil Tschirch, Carl Berg naar Eugène Scribe en Ernest Legouvé |
| 1931        | Nadja, op. 28                      | 4 taferelen | 1931, Kassel                                           | Rolf Lauckner                                                 |
| 1935        | Die große Sünderin, op. 37         |             | 31 december 1935, Berlijn, Staatsoper Unter den Linden | Katharina Stoll, Hermann Roemmer                              |
|             | Walther von der Vogelweide, op. 39 | 3 bedrijven | niet uitgevoerd                                        | Ursel-Renate Hirt                                             |

#### Zangspelen
| Voltooid in | titel                                                                    | aktes                   | première                                                    | libretto                                                       |
| ----------- | ------------------------------------------------------------------------ | ----------------------- | ----------------------------------------------------------- | -------------------------------------------------------------- |
| 1916-1917   | Tobias Knopp, op. 5                                                      | 4 bedrijven             |                                                             | Emil Ferdinand Malkowsky, Julius Winkelmann naar Wilhelm Busch |
| 1919        | Das Dorf ohne Glocke, op. 10                                             | 3 bedijven              | 1 april 1919, Berlijn, Friedrich-Wilhelmstädtisches Theater | August Neidhart naar een Hongaarse legende van Árpád Pásztor   |
| 1932        | Klein Dorrit, op. 30                                                     | 3 bedrijven             | 1932, Den Haag                                              | Richard Kessler naar Franz von Schönthan en Charles Dickens    |
| 1932        | Liselott, op. 24a herwerking van de operette Die blonde Liselott, op. 24 | 6 taferelen             | 17 februari 1932, Berlijn, Admiralspalast                   | Richard Kessler, Gustaf Gründgens                              |
| 1933        | Die lockende Flamme, op. 32                                              | 8 taferelen             | 25 december 1933, Berlijn, Theater des Westens              | Paul Knepler, Ignaz Michael Welleminsky                        |
| 1937        | Zauberin Lola, op. 40                                                    | 3 bedrijven             | 1937, Dortmund                                              | Alfred Brieger, Sigmund Graff                                  |
| 1948-1950   | Ein Liebeslied, op. 57                                                   | Voorspel en 3 bedrijven |                                                             | Ludwig Metzger                                                 |

#### Operettes
| Voltooid in | titel                                                       | aktes                     | première                                                                   | libretto                                                                                          |
| ----------- | ----------------------------------------------------------- | ------------------------- | -------------------------------------------------------------------------- | ------------------------------------------------------------------------------------------------- |
| 1919        | Der Vielgeliebte, op. 11                                    | 3 bedrijven               | november 1919, Berlijn, Theater am Nollendorfplatz                         | Herman Haller en Rideamus naar Jean-François-Alfred Bayard en Dumanoir «Le Vicomte de Létorières» |
| 1920        | Wenn Liebe erwacht, op. 12                                  | 3 bedrijven               | 3 september 1920, Berlijn, Theater am Nollendorfplatz                      | Herman Haller en Rideamus naar Franz von Schönthan, Franz Koppel-Ellfeld "Renaissance"            |
| 1921        | Der Vetter aus Dingsda, op. 13                              | 3 bedrijven               | 15 april 1921, Berlijn, Theater am Nollendorfplatz                         | Herman Haller en Rideamus naar het blijspel van Max Kempner-Hochstädt                             |
| 1921        | Die Ehe im Kreise, op. 14                                   | 3 bedrijven               | 1921, Berlijn, Theater am Nollendorfplatz                                  | Herman Haller en Rideamus erg vrij naar Molière                                                   |
| 1922        | Verliebte Leute, op. 16                                     | 3 bedrijven               | 15 april 1922, Berlijn, Theater am Nollendorfplatz                         | Herman Haller en Rideamus naar Franz von Schönthan en Franz Koppel-Ellfeld                        |
| 1923        | Casinogirls, op. 17                                         | 3 bedrijven               | 1923, Berlijn, Metropool-Theater                                           | Fritz Friedmann-Frederich en Georg Okonkowski                                                     |
| 1923        | Lovers Lane, op. 18                                         | 3 bedrijven               | 1923, Londen                                                               | Arthur Wimperis, Harry M. Vernon                                                                  |
| 1925        | The love Song                                               | 3 bedrijven               | februari 1925, New York, Century-Theater                                   | Harry B. Smith naar Jenö Ferago, Mihály Nador, James Klein en Carl Bretschneider                  |
| 1925        | Die hellblauen Schwestern, op. 19                           | 3 bedrijven               | 1925, Berlijn, Theater am Nollendorfplatz                                  | Albrecht Salfeld, Franz Richthoff                                                                 |
| 1925        | Mayflowers, op. 21                                          | proloog en 2 bedrijven    | 1925, New York                                                             | Clifford Grey naar Arthur Richman "Not So Long Ago"                                               |
| 1925        | Riki-Tiki, op. 22                                           | 3 bedrijven               | 1926, Londen, Gaiety Theatre                                               | Leslie Stiles                                                                                     |
| 1926        | Lady Hamilton, op. 23 herwerking als: Song of the Sea       | 3 bedrijven               | 25 september 1926, Breslau, Schauspielhaus; herwerkte versie: 1928, Londen | Richard Bars, Leopold Jacobson; herwerkte versie: Arthur Wimperis en Lauri Wylie                  |
| 1927        | Die blonde Liselott, op. 24; herwerkt als zangspel Liselott | 3 bedrijven               | 25 december 1927, Altenburg                                                | Richard Kessler naar het blijspel van Heinrich Stobitzer                                          |
| 1928        | Die singende Venus, op. 25                                  | 3 bedrijven               | 1928, Breslau                                                              | Gustav Beer, Fritz Lunzer                                                                         |
| 1930        | Der Tenor der Herzogin, op. 27                              | 3 bedrijven               | 1930, Praag, Deutsches Theater (Německé divadlo)                           | Richard Kessler naar Heinrich Ilgenstein                                                          |
| 1932        | Glückliche Reise, op. 29                                    | 3 bedrijven, 7 taferelen  | 23 november 1932, Berlijn, Theater am Kurfürstendamm                       | Max Bertuch, Kurt Schwabach                                                                       |
| 1933        | Die Fahrt in die Jugend, op. 31                             | 3 bedrijven, 7 taferelen  | 1933, Zürich                                                               | Béla Jenbach, Ludwig Hirschfeld                                                                   |
| 1935        | Herz über Bord, op. 33                                      | 4 taferelen               | 30 maart 1935, Zürich en Düsseldorf                                        | Max Bertuch, Kurt Schwabach, Eduard van der Becke                                                 |
| 1938        | Hochzeit in Samarkand, op. 42                               | 3 bedrijven; 10 taferelen | 1938, Berlijn, Großes Schauspielhaus                                       | Richard Kessler                                                                                   |
| 1938        | Der große Name, op. 43                                      | 3 bedrijven               | 1938, Düsseldorf                                                           | Ursel-Renate Hirt, Ferdinand Julius                                                               |
| 1941        | Traumland, op. 49                                           | 3 bedrijven               | 1941, Dresden                                                              | Eduard Rhein                                                                                      |
| 1941        | Die Wunderbare, op. 50                                      | 3 bedrijven               | 1941, Fürth                                                                | Kurt Adalbert, Just Scheu                                                                         |
| 1949        | Hochzeit mit Erika, op. 59                                  | 3 bedrijven               | 1949, Düsseldorf, Opernhaus                                                | Willi Webels                                                                                      |

#### Toneelmuziek
- 1911: Faust II - tekst: Johann Wolfgang von Goethe
- 1912: Circe - tekst: Georg Fuchs, naar Pedro Calderón de la Barca
- 1912: So ist das Leben - tekst: Frank Wedekind
- 1922: Das Weib des Pharao - drama in 6 bedrijven - tekst: Norbert Falk en Hanns Kräly (Reconstructie uit de film van 1922)

### Vocale muziek

#### Liederen
- 1919: Vier Lieder, voor sopraan en piano, op. 9
  1. Wellentanzlied - tekst: Richard Dehmel
  2. Der Frühlings-Kasper - tekst: Richard Dehmel
  3. Toskanisches Mädchenlied - tekst: Otto Julius Bierbaum
  4. Tralala - tekst: Emil Ferdinand Malkowski
- 1940: Blaue Jungs Fahren zur See - tekst: Klaus S. Richter
- Ballade vom verrosteten Ritter, voor zangstem en orkest
- Es gibt nur eine Liebe - tekst: Martin Cremer
- Lieder des Pierrot, op. 3 - tekst: Arthur Kahane
  1. Pierrots Lied
  2. Auf weissen Rosen
  3. Ständchen
  4. Pierrots Traum
  5. Colombine
- Maikaterlied, voor zangstem en orkest - tekst: Otto Julius Bierbaum
- Pierrot-Lieder, op. 48 - tekst: Ursel-Renate Hirt

### Kamermuziek
- Sonate, voor klarinet, viool en cello

### Filmmuziek
- 1922: Das Weib des Pharao
- 1930: Der Walzerkönig
- 1930: El amor solfeando
- 1930: L'amour chante
- 1931: Die Marquise von Pompadour
- 1932: Der schwarze Husar
- 1933: Tambour battant
- 1933: Was wissen denn Männer
- 1933: Heimkehr ins Glück
- 1933: Drei blaue Jungs, ein blondes Mädel
- 1933: Es gibt nur eine Liebe
- 1933: Der Page vom Dalmasse-Hotel
- 1933: Glückliche Reise
- 1933: Des jungen Dessauers große Liebe
- 1934: Lisetta
- 1934: Die Stimme der Liebe
- 1934: Das Blumenmädchen vom Grand-Hotel

- 1934: Der Vetter aus Dingsda
- 1934: Abenteuer eines jungen Herrn in Polen
- 1934: Da stimmt was nicht
- 1934: Der Fall Brenken
- 1936: Ein Lied klagt an
- 1936: Dahinten in der Heide
- 1936: Der lachende Dritte
- 1936: Till Eulenspiegel: Wie Eulenspiegel sich einmal erbot, zu fliegen
- 1937: Wie der Hase läuft
- 1938: Der nackte Spatz
- 1938: Peter spielt mit dem Feuer
- 1939: Tanzendes Herz
- 1943: Wenn der junge Wein blüht
- 1950: Hochzeit mit Erika
- 1953: Der Vetter aus Dingsda
- 1954: Glückliche Reise